# ウード (オルレアン伯)
オルレアン伯ウード（フランス語：Eudes, comte d'Orléans, 834年5月25日没）は、オルレアン伯（在位：827年 - 830年、831年 - 834年）。マトフリード家のマトフリード1世が廃位されていた間、伯位についていた。

## 生涯
ウードはゲロルド家のオルレアン伯アドリアンの息子である。母は恐らくニベルング家のワルトラーダである。ウードが最初に記録上にあらわれるのは810年、東部ザクセンの帝国総督代理としてヴェレティ族に捕らえられた時である。フルダ年代記によると、811年に伯（comes）としてヴァイキングとの間の平和条約に署名した。
『皇帝ルートヴィヒの生涯（Vita Hludovici）』によると、827年にウードは廃位されたマトフリード1世に代わりオルレアン伯となった。ウードは親族のエルベールととともに830年4月にロタール1世により追放され、オルレアンを没収された。代わりにマトフリード1世がオルレアン伯に復位した。
834年、ウードはロタール1世の支持者であったマトフリード1世およびナント伯ランベール1世と争っていた時、弟ブロワ伯ギヨーム、メーヌ伯ギー、トゥールの修道院長テオドとともに殺された。

## 子女
ウードはアンジェルトルド・ド・フェザンサックと結婚し、以下の子女をもうけた。
- エルマントルド（825/830年 - 869年） - 西フランク王シャルル2世と結婚
- ギヨーム（? - 866年） - オルレアン伯、866年に義兄シャルル2世に処刑された